# Sex and the City
Sex and the City è una serie televisiva statunitense, trasmessa originariamente dal canale HBO dal 1998 al 2004.
Ideata da Darren Star, già creatore di Beverly Hills 90210 e di Melrose Place, è basata sul romanzo omonimo di Candace Bushnell, una delle prime opere del genere chick lit (insieme a Il diario di Bridget Jones), e ha avuto un grande successo e una vasta eco internazionale.
Ambientata a New York, la serie racconta la vita sentimentale e sessuale di quattro inseparabili amiche, tre delle quali intorno ai 35 anni ed una, Samantha, intorno ai 40; spesso tratta argomenti di rilevanza sociale come lo status delle donne nella società e il loro ruolo nella famiglia.
La serie è stata trasmessa per la prima volta negli Stati Uniti dalla rete via cavo HBO, tra 6 giugno 1998 e il 22 febbraio 2004. In Italia la serie è andata in onda prima su Canal Jimmy (Tele+) e successivamente su TMC, poi divenuta LA7.
Nell'autunno 2007 è iniziata la produzione di un film ispirato alla serie, uscito nelle sale il 30 maggio 2008. Il successo di pubblico del primo film ha portato alla produzione di un sequel, uscito in Italia il 28 maggio 2010, due anni dopo l'uscita del primo.
Tra il 2013 ed il 2014 il canale statunitense The CW ha trasmesso The Carrie Diaries, prodotto da Candace Bushnell e Amy B. Harris, basato sul libro omonimo della Bushnell, che racconta l'adolescenza di Carrie.

## Panoramica

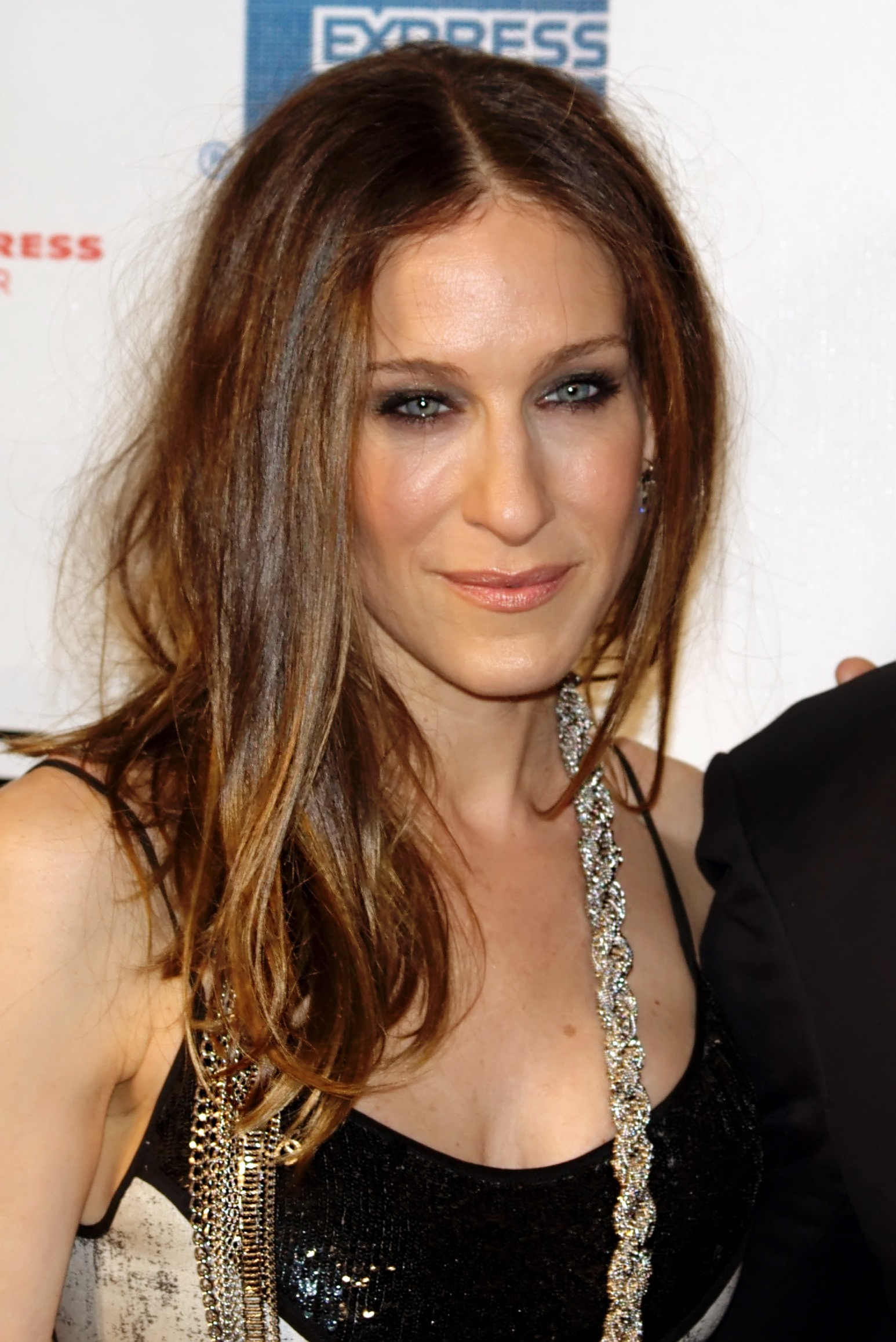
Sarah Jessica Parker è Carrie Bradshaw.

Carrie Bradshaw, Miranda Hobbes, Charlotte York e Samantha Jones sono quattro donne legate da una profondissima amicizia, che percorrono sullo sfondo dell'isola di Manhattan la loro vita da single sessualmente attive, alla volta del nuovo millennio. Il telefilm è diventato famoso per le scene ambientate in bar chic, ristoranti lussuosi o club esclusivi, per l'importanza affidata alla moda e per aver mostrato apertamente scene di sesso in un telefilm.
Il telefilm è basato in parte sull'omonimo libro firmato da Candace Bushnell, a sua volta tratto dalla sua rubrica sul New York Observer. Carrie Bradshaw è l'alter-ego dell'autrice che, per motivi di privacy, ha creato una donna che svolgeva lo stesso lavoro e aveva le sue stesse iniziali, CB.
La serie si guadagnò subito l'apprezzamento sia della critica sia del pubblico, colpiti da un prodotto televisivo in cui per la prima volta «le donne parlano di sesso come gli uomini». La prima stagione dello spettacolo è liberamente ispirata al materiale fornito dalla rubrica della Bushnell, ma dalla seconda stagione in poi la trama è completamente originale.
Ogni episodio della prima stagione prevedeva infatti un piccolo montaggio delle interviste che Carrie, alter ego della Bushnell, si supponeva facesse per compilare la sua rubrica per il giornale (che nel telefilm è il giornale fittizio New York Star). L'espediente fu riproposto anche nella seconda stagione, per poi essere progressivamente abbandonato. Un'altra caratteristica modificata nel corso della seconda stagione è un particolare escamotage narrativo: se all'inizio c'erano momenti in cui Carrie parlava direttamente ai telespettatori, commentando ciò che accadeva in un fermo immagine, dal settimo episodio della seconda stagione questo espediente fu abbandonato. Da quel momento Carrie continuò a commentare ciò che accadeva a lei e alle amiche, ma solamente come voce fuori campo o tramite la redazione dei suoi articoli.
La prima stagione fu trasmessa sulla HBO dal giugno all'agosto 1998; la seconda dal giugno all'ottobre 1999 mentre la terza dal giugno all'ottobre 2000. La quarta stagione fu trasmessa separatamente: prima dal giugno all'agosto 2001, poi dal gennaio al febbraio 2002. La stagione numero cinque, più breve a causa di una gravidanza di Sarah Jessica Parker, fu trasmessa durante l'estate del 2002, mentre i venti episodi finali, che costituiscono la sesta stagione, furono a loro volta divisi in due parti: la prima dal giugno al settembre 2003, la seconda tra gennaio e febbraio 2004.
Nel corso delle sue sei stagioni, Sex and the City fu candidato a oltre cinquanta Emmy Award, vincendone sette, e a ventiquattro Golden Globe, vincendone otto.

## Trama

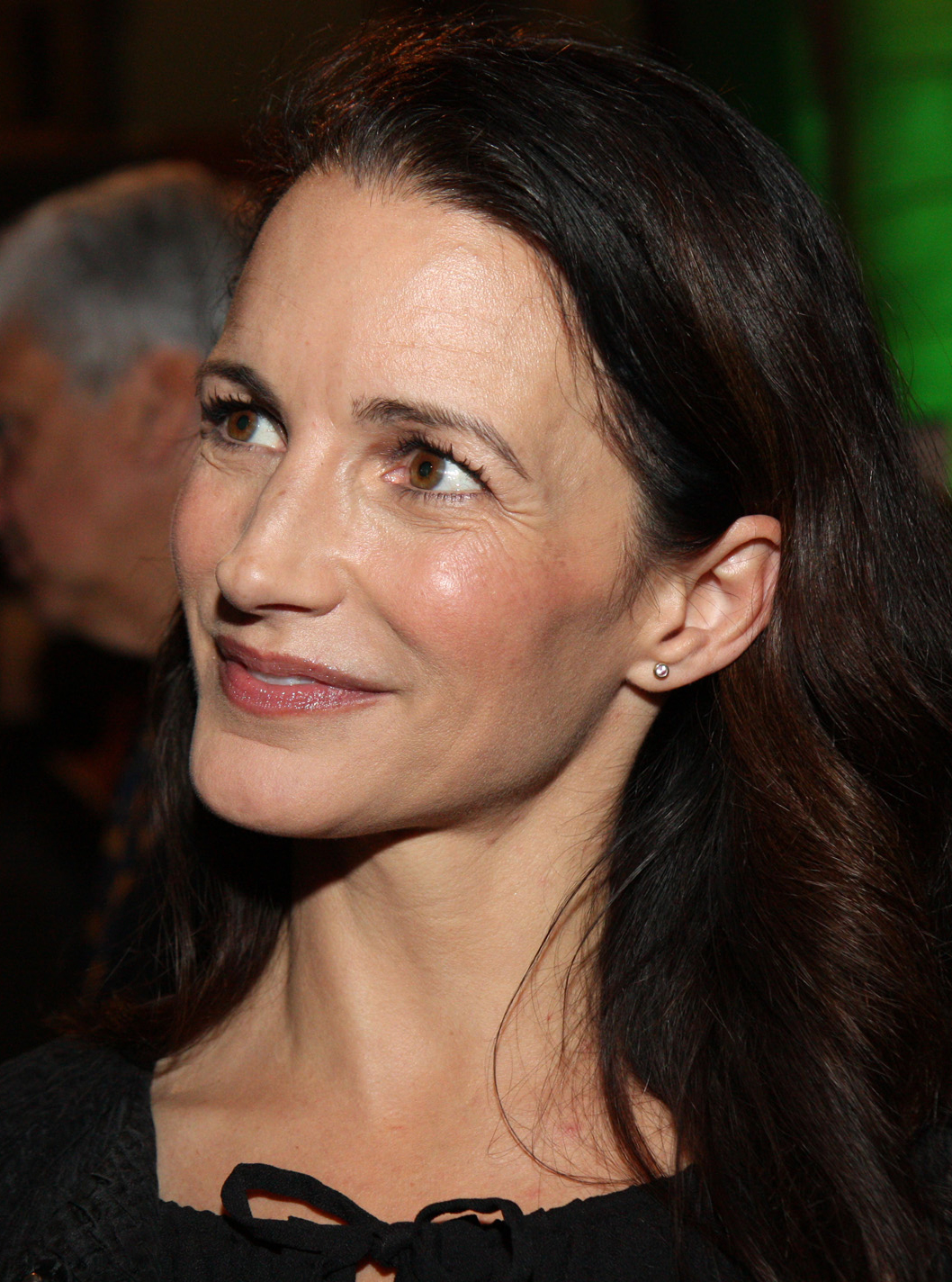
Kristin Davis è Charlotte York.

La serie racconta la vita amorosa e l'amicizia di Carrie, anche voce narrante, Charlotte, Miranda e Samantha.
Miranda, avvocata di successo, si innamora di Steve, con il quale vive una storia d'amore fatta di alti e bassi, causati da differenti stili di vita.
Charlotte, la romantica del gruppo, è una gallerista in cerca del grande amore; crede di trovarlo in Trey, medico di successo afflitto da impotenza, ma i due si lasciano perché l'uomo, dopo aver risolto i suoi problemi di impotenza, le rivela di non essere interessato ad avere un figlio. Così Charlotte si risposa con il suo avvocato divorzista, Harry, insieme al quale adotta una bambina cinese.
Samantha, il personaggio più trasgressivo, intreccia numerose relazioni sentimentali o esclusivamente sessuali nel corso delle varie stagioni: si innamora di James, che però ha il pene troppo piccolo; si mette poi con una donna, Maria, che però è troppo gelosa dei suoi ex; si fidanza con il magnate alberghiero Richard, che però la tradisce.
Carrie vive una storia d'amore con Mister Big, che si protrae nel corso delle varie stagioni anche se i due si lasciano varie volte per motivi diversi; nel corso degli anni Carrie intreccia altre relazioni, alcune più stabili di altre: una con Aidan, designer, che la lascia perché lei non è pronta al matrimonio, una con Jack, scrittore, che la lascia con un post-it, e una con Aleksandr, artista russo. Proprio quest'ultimo la convince a trasferirsi a Parigi, ma Big la raggiunge e la riporta con sé a New York nell'ultima puntata della serie. Quest'ultimo è solo uno dei tre finali di serie che sono stati girati: anche negli altri due Carrie tornava a New York, ma in uno con Petrovsky, nell'altro da sola, dopo aver lasciato Big definitivamente.

## Episodi
La serie si compone complessivamente di 94 episodi, suddivisi in sei stagioni, andati in onda originariamente tra il 1998 e il 2004 negli Stati Uniti e tra il 2000 e il 2004 in Italia.
| Stagione         | Episodi | Prima TV originale | Prima TV Italia |
| ---------------- | ------- | ------------------ | --------------- |
| Prima stagione   | 12      | 1998               | 2000            |
| Seconda stagione | 18      | 1999               | 2001            |
| Terza stagione   | 18      | 2000               | 2002            |
| Quarta stagione  | 18      | 2001-2002          | 2003            |
| Quinta stagione  | 8       | 2002               | 2003            |
| Sesta stagione   | 20      | 2003-2004          | 2004            |

## Personaggi

### Le quattro protagoniste

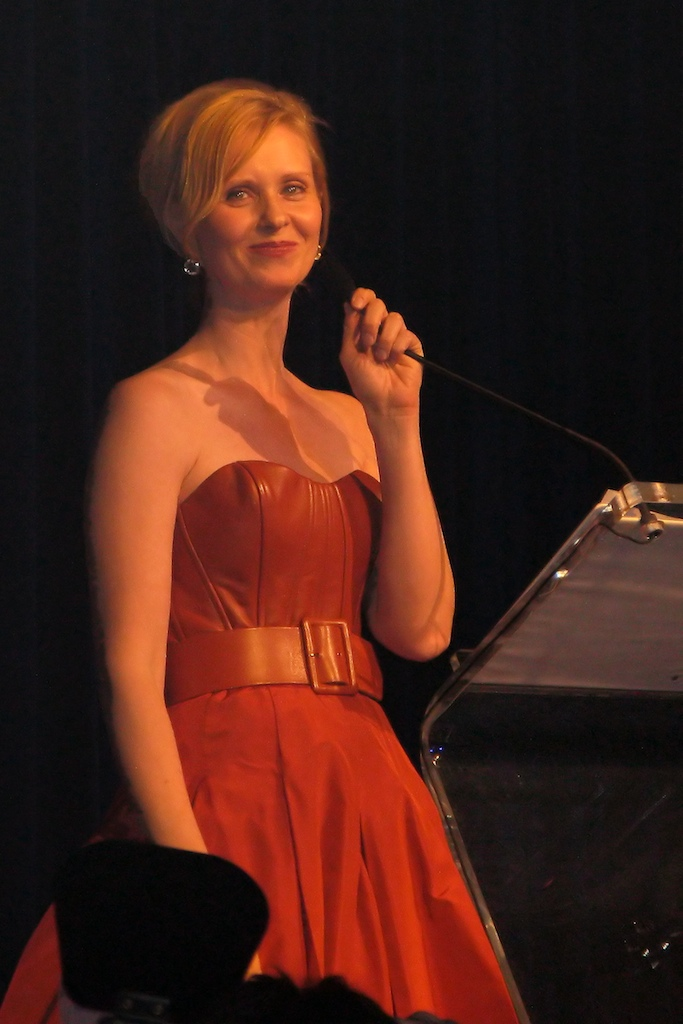
Cynthia Nixon è Miranda Hobbes.

- Carrie Bradshaw, interpretata da Sarah Jessica Parker e doppiata in italiano da Barbara De Bortoli.
Carrie è la protagonista e l'io narrante di ogni episodio, strutturato intorno agli articoli che scrive per la sua rubrica giornalistica, Sex and the City. In essi parla di uomini, di sesso e di relazioni sentimentali. Bionda, riccioluta, intelligente e allegra, ama la moda (le scarpe in particolare), i locali chic ed è molto legata alle sue tre amiche e alla sua città, New York. È alla ricerca «dell'amore totale, ridicolo, scomodo, spossante, che ti consuma e non ti fa pensare ad altro».[9]
- Miranda Hobbes, interpretata da Cynthia Nixon e doppiata in italiano da Valeria Perilli.
Miranda è rappresentata come una donna in carriera: avvocatessa di successo, ha una visione molto cinica degli uomini e delle relazioni. Migliore amica di Carrie, è una donna tenace e concreta, non si apre facilmente, mascherando la sua vulnerabilità sotto una facciata di cinismo. Brillante, intelligente ed orgogliosa, nasconde in realtà un lato tenero, che tenta di nascondere dietro i successi economici e professionali e mostra solo quando rimane incinta.
- Charlotte York, interpretata da Kristin Davis e doppiata in italiano da Stella Musy.
Charlotte è una gallerista ed è la più conservatrice tra le quattro amiche: il suo ideale di rapporto è basato sulle «regole» dell'amore e degli appuntamenti. Crede fermamente nel vero amore ed è alla costante ricerca del Principe Azzurro. Tradizionalista e perfezionista, sembra fragile ma nasconde un lato forte e volitivo. La sua visione delle relazioni spesso la porta ad entrare in contrasto con l'amica Samantha.
- Samantha Jones, interpretata da Kim Cattrall e doppiata in italiano da Antonella Alessandro.
Samantha è la meno giovane del gruppo e possiede un'agenzia di pubbliche relazioni. Seduttrice e libertina, evita ogni coinvolgimento emotivo nei suoi appuntamenti sessuali con uomini sempre diversi. La sua spregiudicatezza sessuale la porta anche a intrecciare relazioni con una coppia gay, con una lesbica e con un settantenne. Ha una profonda sfiducia nell'amore verso gli uomini, ma crede fermamente nell'amore per le sue amiche.

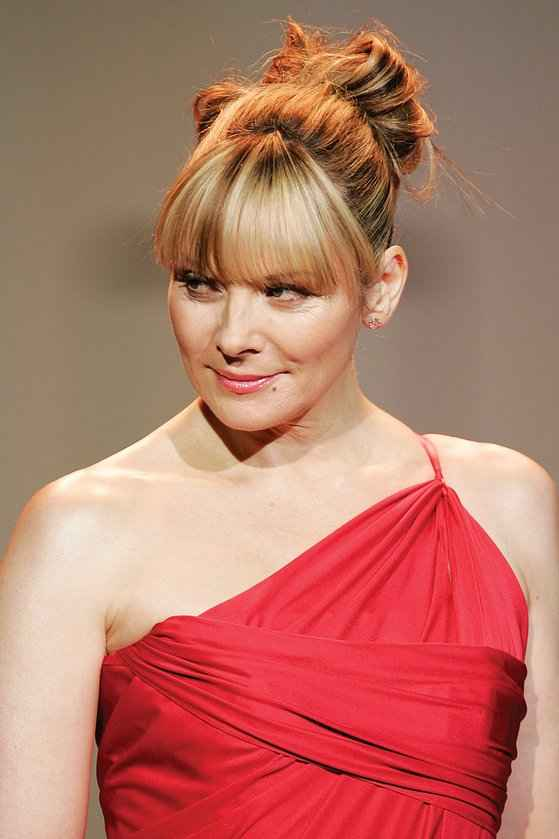
Kim Cattrall è Samantha Jones.

#### Interessi amorosi
- Mr. Big (stagioni 1-6), interpretato da Chris Noth e doppiato da Luigi La Monica.
 È il primo fidanzato di Carrie, da lei considerato l'uomo della sua vita sin dal primo momento e che tuttavia non sempre riesce a soddisfare le sue esigenze sentimentali. Chiamato semplicemente Big, è un facoltoso uomo d'affari. I suoi rapporti con Carrie vivono molti alti e bassi: si mettono insieme e si lasciano più volte a causa dei suoi problemi ad impegnarsi, e il loro rapporto prosegue anche durante il matrimonio di lui. Al termine della serie capisce che Carrie è la donna giusta per lui. Nell'ultima puntata dell'ultima stagione viene rivelato il suo vero nome per la prima volta, John.
- Steve Brady (stagioni 2-6), interpretato da David Eigenberg, doppiato da Luca Dal Fabbro (stagioni 2-3) e da Fabio Boccanera (stagioni 4-6).
 È un barista che Miranda conosce in un locale mentre sta litigando con Carrie al cellulare; i due passano insieme una notte e poi cominciano una relazione, troncata a causa di stili di vita troppo differenti e, soprattutto, per i suoi adolescenziali comportamenti. Steve e Miranda rimangono comunque molto legati e, dopo aver avuto un figlio insieme, si sposano.
- Harry Goldenblatt (stagioni 5-6), interpretato da Evan Handler.
 È l'avvocato divorzista che aiuta Charlotte con le pratiche per il divorzio dal primo marito. Calvo, sudaticcio ed estremamente peloso, si innamora di Charlotte dal primo istante in cui la vede, e riesce poi a conquistarla. I due avranno due bambine; la prima è cinese, adottata.
- Jerry/Smith Jerrod (stagione 6), interpretato da Jason Lewis e doppiato da Niseem Onorato.
È l'ultimo ragazzo di Samantha. Molto più giovane della sua compagna, riesce a convertirla alle relazioni stabili, non senza difficoltà. Nonostante un tradimento da parte di lei, Jerry le resta vicino anche quando questa si ammala di cancro al seno.
- Aidan Shaw (stagioni 3, 4 ed episodio 6x01), interpretato da John Corbett, doppiato da Pasquale Anselmo (stagione 3), Francesco Pannofino (stagione 4) e Massimiliano Alto (episodio 6x01).
 È un giovane designer di mobili con cui Carrie ha una lunga storia, troncata a causa di un tradimento da parte di lei. Nuovamente insieme, i due sono vicini al matrimonio, ma Carrie non è sicura e lui la lascia.
- Jack Berger (stagioni 5-6), interpretato da Ron Livingston, doppiato da Christian Iansante.
È uno scrittore con poco talento, altamente complessato, lunatico e isterico con cui Carrie ha una storia. Il loro rapporto termina perché Berger è in difficoltà quando scopre che il libro di Carrie ha venduto molto bene all'estero, mentre il suo libro è stato un insuccesso. Lascia Carrie dopo aver trascorso con lei un'ultima notte, attaccando al monitor del suo pc un post-it con scritto «Mi spiace, non posso, non odiarmi».

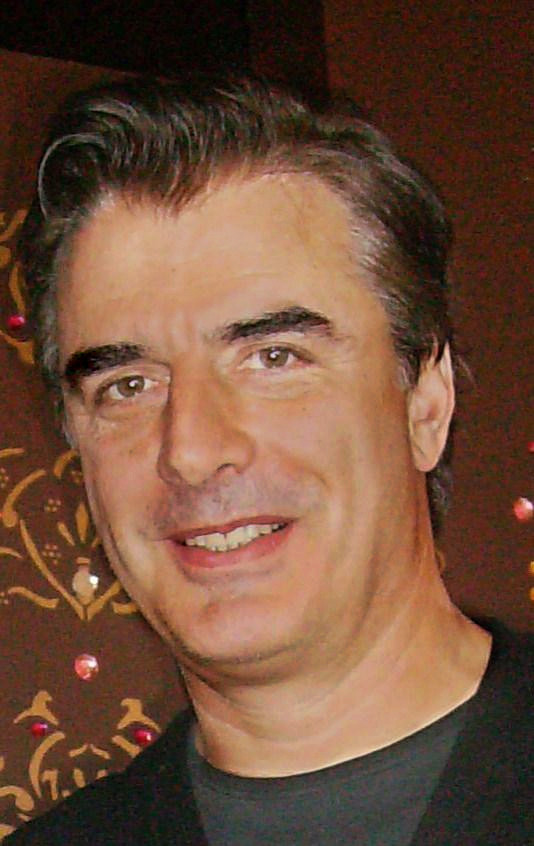
Chris Noth è Mister Big

- Aleksandr Petrovsky (stagione 6), interpretato da Michail Baryšnikov, doppiato da Massimo Lodolo.
È un artista romantico e all'antica, che porta Carrie con sé a Parigi, dove lavora. Carrie, delusa per essersi resa conto che l'arte e il lavoro verranno sempre prima di lei nel cuore dell'uomo, lo lascia e ritorna con Big a New York.
- Robert Leeds (stagione 6), interpretato da Blair Underwood, doppiato da Diego Reggente.
È un dottore che abita nello stesso palazzo di Miranda. I due hanno una relazione nel corso della sesta serie, che finisce quando Miranda decide di tornare insieme a Steve.
- Trey Mac Dougal (stagioni 3-4), interpretato da Kyle MacLachlan, doppiato da Stefano Benassi (stagione 3) e da Massimiliano Manfredi (stagione 4).
È il primo marito di Charlotte. Mammone e tutt'altro che perfetto nel rapporto di coppia, come lei lo aveva immaginato, inizialmente ha problemi di impotenza. Dopo averli superati, continua a trascurare la moglie, e dimostra disinteresse nell'avere un figlio, cosa che invece preme moltissimo a Charlotte, che, alla fine, decide di lasciarlo.
- James (stagioni 1-2), interpretato da Jamie Goodwin, doppiato da Edoardo Nordio.
È un uomo incontrato una sera da Samantha in un locale, del quale lei si innamorerà, decidendo inizialmente di attendere prima di andarci a letto. Questo si rivelerà però un problema quando lei scoprirà le minuscole dimensioni del suo attributo. Inizialmente l'amore le farà sopportare la situazione, ma dopo alcune sedute da uno psicologo di coppia, lei deciderà che non è l'uomo della sua vita.
- Richard Wright (stagioni 4-6), interpretato da James Remar, doppiato da Dario Penne (stagione 4) e da Paolo Buglioni (stagione 6).
È un ricco magnate alberghiero con cui Samantha ha una relazione prima sessuale e poi più profonda, che la spinge a scegliere per una «relazione esclusiva» con lui quando capisce, suo malgrado, di esserne innamorata. Samantha lo perdona dopo averlo scoperto a letto con un'altra, ma poi lo lascia quando capisce di non potersi fidare.
- Maria Reyes (stagione 4), interpretata da Sônia Braga, doppiata da Claudia Balboni.

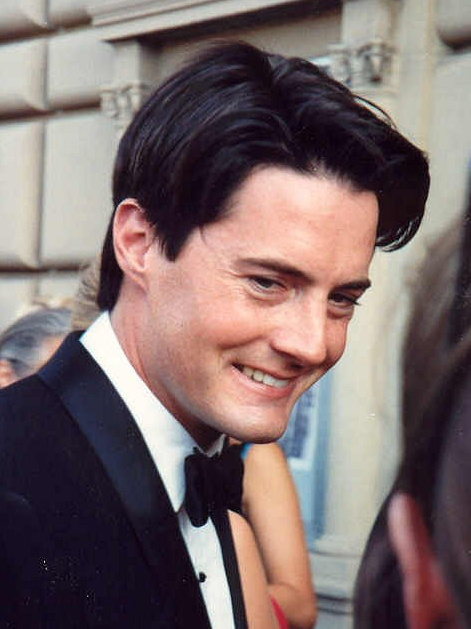
Kyle MacLachlan è Trey McDougal

È una pittrice lesbica con cui Samantha ha una storia, che termina perché secondo Samantha la donna vuole solo parlare, trascurando il sesso.

#### Amici delle ragazze

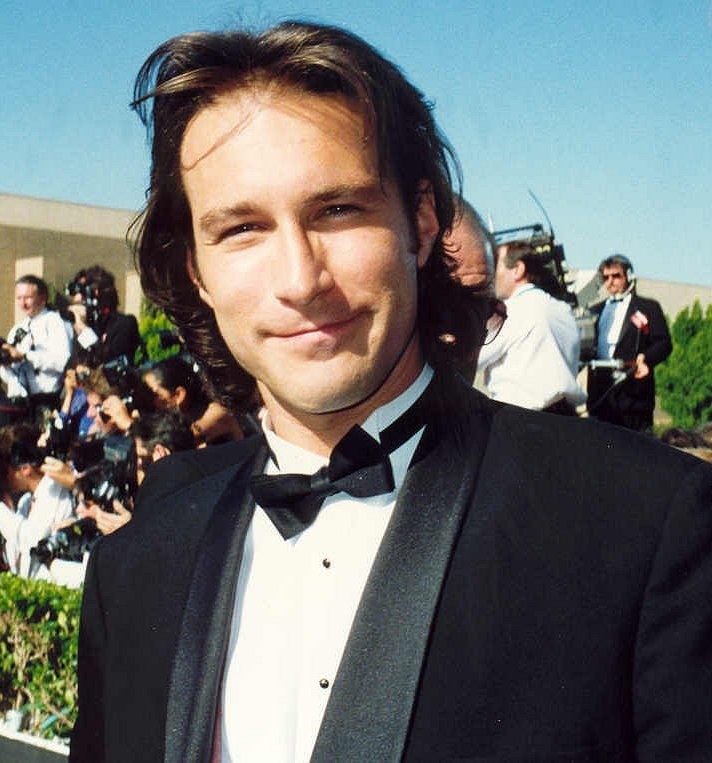
John Corbett è Aidan Shaw

- Skipper Johnston (stagioni 1-2), interpretato da Ben Weber, doppiato da Luigi Ferraro.
È un caro amico di Carrie, estremamente romantico e impacciato con l'altro sesso, con cui Miranda ha una breve storia.
- Stanford Blatch (stagioni 1-6), interpretato da Willie Garson, doppiato da Francesco Meoni (stagioni 1-3) e da Pietro Tiberi (stagioni 4-6).
È l'amico gay di Carrie, che lavora come talent scout. Vicino a Carrie nei gusti sulla moda e sull'abbigliamento, è l'unico personaggio secondario cui talvolta il telefilm dedica una storia e rappresenta il punto di vista di un omosessuale circa sesso e amore.
- Anthony Marentino (stagioni 3-6), interpretato da Mario Cantone, doppiato da Riccardo Onorato (stagione 3), Francesco Pannofino (episodio 4x02), Luca Lionello (episodio 4x14) e Oreste Baldini (stagione 5-6).
 È l'amico gay di Charlotte, conosciuto durante l'organizzazione del suo primo matrimonio. Si trova spesso a consolare l'amica e ad offrirle sostegno. Ha sempre covato odio per Stanford (per la bruttezza lo paragona a Danny DeVito).
- Magda (stagioni 3-6), interpretata da Lynn Cohen, doppiata da Cristina Piras e da Vanna Busoni (episodio 4x15) 
È la colf ucraina ingaggiata nella terza stagione da Miranda per le faccende domestiche. La sua visione tradizionalista della casa e della famiglia spesso cozza con la mentalità di Miranda, ma altre volte le fornisce saggi consigli.

### Guest star
Il telefilm in varie puntate ha ospitato molti personaggi e attori famosi, tra cui:
- Gabriel Macht - Barkley, stagione 1 episodio 2
- Sebastian Roché - Jerry, stagione 1 episodio 9
- Bradley Cooper - Jake, stagione 2 episodio 4
- Jon Bon Jovi - Seth, stagione 2 episodio 13
- Elizabeth Banks - Catherine, stagione 3 episodio 2
- Alanis Morissette - ragazza ad una festa, stagione 3 episodio 4
- Matthew McConaughey - se stesso, stagione 3 episodio 13
- Sarah Michelle Gellar - Debbie, stagione 3 episodio 13
- Carrie Fisher - se stessa, stagione 3 episodio 14
- Hugh Hefner - se stesso, stagione 3 episodio 14
- Vince Vaughn - Keith, stagione 3 episodio 14
- Kat Dennings - Jenny, stagione 3 episodio 15
- Candice Bergen - Enid Frick, alcuni episodi delle stagioni 4, 5 e 6
- Heidi Klum - se stessa, stagione 4 episodio 2
- Lucy Liu - se stessa, stagione 4 episodio 11
- Heather Graham - se stessa, stagione 5 episodio 6
- Jennifer Coolidge - Victoria, stagione 6 episodio 3
- David Duchovny - Jeremy, stagione 6 episodio 10
- Geri Halliwell - Phoebe, stagione 6 episodio 10
- Candice Bergen - Enid Frick, stagione 6 episodio 17
- Laila Robins - Audra Clark, stagione 6 episodio 17

## Lo scenario: New York

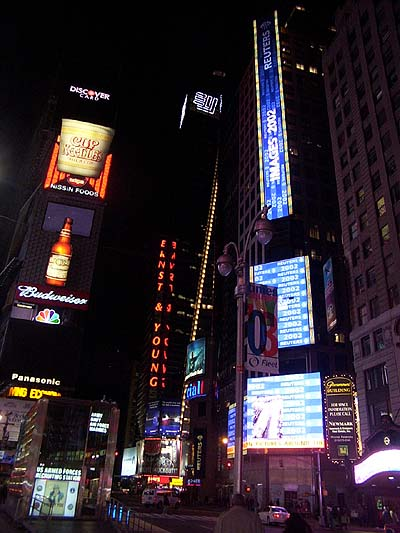
La città di New York in uno scorcio notturno

La quasi totalità delle vicende narrate nella serie si svolgono per le vie di New York, città in eterno movimento, caotica e profondamente viva, tanto da essere stata definita «la quinta protagonista» dello show. Manhattan, il cuore di New York, è il luogo dove vivono Carrie e le sue amiche, sempre in cerca del locale più in voga e della festa più in del momento.
Le protagoniste, soprattutto Carrie, nutrono profondo amore e rispetto verso «la Città», che viene quasi vista come un mondo a parte, al di là del quale si prova solo smarrimento (come sostiene Laney, amica di Carrie che è andata a vivere fuori città); per Mr. Big invece, che lascia New York per andare a Napa, in California, fuori da New York c'è «il mondo reale».
Spesso gli episodi si aprono con una panoramica sulla città: New York in primavera, con gli alberi di Central Park in fiore, New York in inverno, con le strade piene di neve e la gente infreddolita; oppure le strade della città, piene di persone (single, ovviamente) che camminano, gli uomini con la valigetta sempre in mano e le donne con le loro «scarpe da 400 dollari». Vengono mostrati i locali più alla moda, tanto che alcuni fra questi ne hanno tratto notevole pubblicità e sono diventati ancor più famosi dopo la messa in onda degli episodi, i musei più rinomati e le zone più caotiche e frequentate della città, come la Borsa Valori e le strade principali, sempre affollate di macchine e taxi, che le protagoniste della serie usano per spostarsi da una parte all'altra della città e che sono in piena attività anche all'alba.
Carrie ama profondamente New York, dove vive da una decina di anni, e nel corso della quinta stagione decide di «fidanzarsi» con New York. La città, però, sembra rivoltarsi contro di lei: i taxi non si fermano, piove sempre e lei si sente sempre più sola. Quando però, uscita da una festa, sente il suo accompagnatore parlare male della città, Carrie lo lascia da solo e capisce che, nonostante i difetti che ha, la città sarà la sua compagna anche se non ha un uomo accanto.
Dopo gli attentati dell'11 settembre 2001, il tributo che la serie offre a New York è il titolo dell'ultimo episodio della quarta stagione: New York anima mia (I Heart New York). Doveva inoltre essere presente una scena in cui Carrie avrebbe dovuto essere fermata dalle forze dell'ordine mentre cercava di entrare ad una fermata della metropolitana, chiusa al pubblico per un allarme, ma non è mai andata in onda. Anche la sigla viene leggermente cambiata: il nome di Sarah Jessica Parker infatti non appare più con le Torri Gemelle sullo sfondo, ma con l'Empire State Building.
Gli indirizzi (tutti fittizi) delle ragazze a New York sono:
- Carrie: 245 East 73rd Street
- Samantha: 300 Gansevoort Street - Meatpacking District
- Charlotte: 700 Park Avenue - Upper East Side
- Miranda: 331 West 78th St. - Upper West Side

Nei luoghi in cui è stato ambientato il telefilm vengono organizzate gite guidate a bordo di autobus che partono dalla 58ª strada, e seguono i passi delle protagoniste dai loro appartamenti al luogo di lavoro, fino ai loro negozi, bar e ristoranti preferiti.

## Critica e impatto sui telespettatori
La prima puntata di Sex and the City è andata in onda sulla HBO il 6 giugno 1998, ottenendo ottimi ascolti. Lo show divenne presto popolare per la franchezza dei dialoghi delle quattro donne e per il loro rapporto con il sesso («Finalmente le donne parlano di sesso come gli uomini»). Fin dalla messa in onda delle prime puntate sono emersi sia commenti entusiasti (tanto per i temi che venivano trattati quanto per le sceneggiature e i dialoghi brillanti), sia pesanti critiche (soprattutto rivolte alle quattro protagoniste, criticate perché emblema di donne «superficiali», «egocentriche» e un po' «facili»). Molti fan del telefilm sostengono che Sex and the City sia una rappresentazione realistica del modo di vivere e della vita sessuale di molti cittadini delle grandi città.
Nel corso degli anni e con il trascorrere delle stagioni la trasmissione si è conquistata un pubblico molto vasto, costituito non solo da donne, ma anche uomini, come testimoniato dagli ottimi ascolti del finale delle serie, andato in onda il 22 febbraio 2004: l'episodio finale è stato visto da più di 11 milioni di spettatori.. La serie viene inserita nella lista dei 100 migliori telefilm della rivista TIME nel 2007.

### Influenze su altri telefilm e altri media
Il telefilm ha influenzato, come riconoscono anche i suoi detrattori, il modo di parlare e di mostrare il sesso in televisione: dopo Sex and the City sono stati prodotti molti show in cui si parla di sesso molto più esplicitamente di come era stato fatto nelle produzioni precedenti. Inoltre molti show successivi hanno ripreso la tematica dell'amicizia tra donne (o uomini) single alle prese con appuntamenti e relazioni, in alcuni casi riproponendo l'ambientazione nella città di New York.
La protagonista di Men in Trees, prodotto dalla sceneggiatrice di Sex and the City Jenny Bicks, è, come Carrie, una scrittrice alla ricerca dell'uomo giusto, mentre in Girlfriends e nel tedesco Sex and more è riproposto un analogo gruppo di quattro amiche single; in Big Shots situazioni analoghe a quelle vissute da Carrie e dalle sue amiche sono vissute da un gruppo di uomini.
Altri telefilm recuperano alcuni degli elementi di Sex and the City inserendoli in show di altro genere: Desperate Housewives, che presenta un gruppo di amiche che vivono fuori città è stato definito «Sex and the Suburbs», mentre Grey's Anatomy è stato citato come «la fusione tra E.R. - Medici in prima linea e Sex and the City», presentando, all'interno del contesto di uno show ospedaliero, le relazioni amorose e sessuali tra i protagonisti.
Nella stagione televisiva 2008 hanno debuttato anche Cashmere Mafia sulla ABC, prodotto dal creatore di Sex and the City Darren Star e sulla NBC Lipstick Jungle, tratto dall'omonimo romanzo della stessa autrice di Sex and the City. Il primo è stato cancellato dopo la prima stagione, il secondo è stato cancellato dopo la seconda.
Nell'aprile 2012 ha debuttato sul canale americano HBO la serie Girls. La creatrice, Lena Dunham, si è detta una fan di Sex and the City; lei e il produttore esecutivo, Judd Apatow, hanno spiegato che il loro show «riempie il vuoto temporale tra Gossip Girl e Sex and the City».

## Premi
Sex and the City ha ottenuto numerosi riconoscimenti tra cui diversi Emmy Award e Golden Globe.

### Emmy Award
In totale la serie televisiva ha ricevuto oltre cinquanta nomination, di seguito sono riportati solo quelli vinti:
- Emmy Awards 2001: Migliore serie comica o commedia
- Emmy Awards 2002: Migliore regia per una serie comica o commedia a Michael Patrick King per l'episodio Scrittrice in passerella (The Real Me)
- Emmy Awards 2002: Migliori costumi per una serie
- Emmy Awards 2002: Miglior casting per una serie comica a Jennifer McNamara
- Emmy Awards 2003: Miglior casting per una serie comica a Jennifer McNamara
- Emmy Awards 2004: Migliore attrice in una serie comica o commedia a Sarah Jessica Parker
- Emmy Awards 2004: Migliore attrice non protagonista in una serie comica o commedia a Cynthia Nixon

### Golden Globe
In totale la serie televisiva è stata candidata per ventiquattro volte, di seguito sono elencati solo i premi vinti:
- Golden Globes 2000: Miglior serie commedia o musicale
- Golden Globes 2000: Miglior attrice in una serie commedia o musicale a Sarah Jessica Parker
- Golden Globes 2001: Miglior serie commedia o musicale
- Golden Globes 2001: Miglior attrice in una serie commedia o musicale a Sarah Jessica Parker
- Golden Globes 2002: Miglior serie commedia o musicale
- Golden Globes 2002: Miglior attrice in una serie commedia o musicale a Sarah Jessica Parker
- Golden Globes 2003: Miglior attrice non protagonista in una serie a Kim Cattrall
- Golden Globes 2004: Miglior attrice in una serie commedia o musicale a Sarah Jessica Parker

## Film
Dopo la conclusione della serie televisiva nel 2004, sono usciti due film per il cinema che ne riprendono il titolo e i personaggi e proseguono la storia delle quattro protagoniste: Sex and the City è uscito nel maggio 2008, e il suo sequel, Sex and the City 2, nel maggio 2010. Entrambi sono stati un successo commerciale.

### Il primo film
Appena terminata la sesta stagione il cast (soprattutto la Parker) e i produttori cominciarono a parlare di un film per il cinema che proseguisse le vicende della serie TV, e questo veniva già dato in produzione al termine del 2004. Successivamente non se ne seppe più niente; il progetto era stato abbandonato a causa del rifiuto di Kim Cattral a partecipare alla produzione: l'attrice non accettava il fatto che la Parker avesse un compenso più alto rispetto alle altre tre protagoniste. Al contrario, le due attrici Cynthia Nixon e Kristin Davis si dissero ben felici di partecipare all'eventuale progetto.
Dopo una lunga serie di annunci e smentite, nei primi mesi del 2007 Variety rese noto che tutte le quattro attrici avevano firmato il contratto per partecipare al film, che sarebbe stato scritto e diretto da Michael Patrick King.
Le riprese del film sono cominciate nel settembre 2007 a New York, e sono terminate i primi giorni di dicembre.. Il film è uscito nelle sale il 30 maggio 2008, e fino alla data di uscita il cast, la troupe e i produttori hanno mantenuto il riserbo sulla trama e sul finale.
Tutti gli attori più importanti della serie tv hanno ripreso i loro ruoli: il primo a firmare è stato Chris Noth, il volto di Mister Big, seguito da tutti gli altri. L'unico volto nuovo nel film è quello di Jennifer Hudson, vincitrice del premio oscar per Dreamgirls, che interpreta Louise, l'assistente di Carrie.
La pellicola ha ricevuto dalla stampa americana critiche di qualsiasi genere: è stato definito «Il miglior film americano sulle donne finora, e probabilmente il miglior film di quest'anno», ma anche «una volgare e superficiale - e oltremodo lunga - aggiunta ad uno show che, nel corso degli anni, si è evoluto ed espanso in maniera sorprendente».
Anche in Italia la critica si è divisa: il film è stato definito «non necessario, come nel caso dei Simpson espansi a film», ma anche «un film nato classico, elegante, brillante, smaliziato, che non dimentica la morale».
Il film ha riscosso un notevole successo: in America ha guadagnato oltre 26 milioni di dollari nel primo giorno di programmazione e quasi 57 milioni nel primo week-end; in Italia, nel primo fine settimana di programmazione, ha guadagnato 1760735 €, risultando il secondo film più visto dopo Indiana Jones e il regno del teschio di cristallo. Complessivamente il film ha incassato più 415 milioni di dollari: più di 152 milioni solo in America e oltre 262 milioni totali negli altri paesi dove è stato distribuito, a fronte di un budget di 65 milioni di dollari.

### Il secondo film
Visto il notevole successo del primo film, sono presto iniziate le speculazioni su un eventuale seguito, a cui hanno fatto eco le dichiarazioni di Kim Cattrall, che ha dichiarato «I fan continuano a dire "Sì, un altro". È stato così divertente fare il primo film, spero che lo rifaremo».
Le riprese del sequel sono iniziate il primo settembre 2009 e sono continuate fino alla fine dell'anno, avendo luogo principalmente a New York. Parte del film doveva essere girato a Dubai, ma sono state negate le autorizzazioni per girare nell'emirato del Golfo Arabo a causa della sceneggiatura e del titolo della pellicola, così le scene ambientate ad Abu Dhabi sono state girate in Marocco.
Tutto il cast principale del precedente film è stato riconfermato: le quattro protagoniste, i loro compagni e i due amici di Charlotte e Carrie: Anthony e Stanford. Louise, assistente di Carrie nella prima pellicola, non è presente nel film. Alice Eve interpreta la tata della famiglia Goldenblatt, e Noah Mills il fratello di Anthony.
Compaiono in brevi cameo Miley Cyrus nel ruolo di sé stessa, Liza Minnelli nel ruolo di sé stessa e Penélope Cruz nel ruolo di Carmen Garcia Garron.
Michael Patrick King ha curato ancora regia e sceneggiatura.
La critica, che aveva giudicato discreto il primo film, ha duramente criticato il sequel, sia per l'eccessiva lunghezza che per l'inconsistenza della trama principale., definendolo anche razzista e anti-islamico.
Il film è stato inoltre candidato ai Razzie Awards come peggior film del 2010 e nel febbraio 2011 le quattro protagoniste hanno vinto il premio sia nella categoria "Peggior cast" che come "Peggiori attrici protagoniste". Il film ha anche vinto nella categoria "Peggior sequel".
Il film è uscito il 27 maggio 2010 in America e il 28 maggio in Italia.
A fronte delle critiche negative il sequel ha ottenuto buoni incassi, anche se non ai livelli del precedente: a fronte di un budget di 100 milioni di dollari il film ha, ad oggi, incassato più di 288 milioni di dollari, di cui oltre 95 negli Stati Uniti.

## Il prequel e il sequel:The Carrie DiarieseAnd Just Like That...

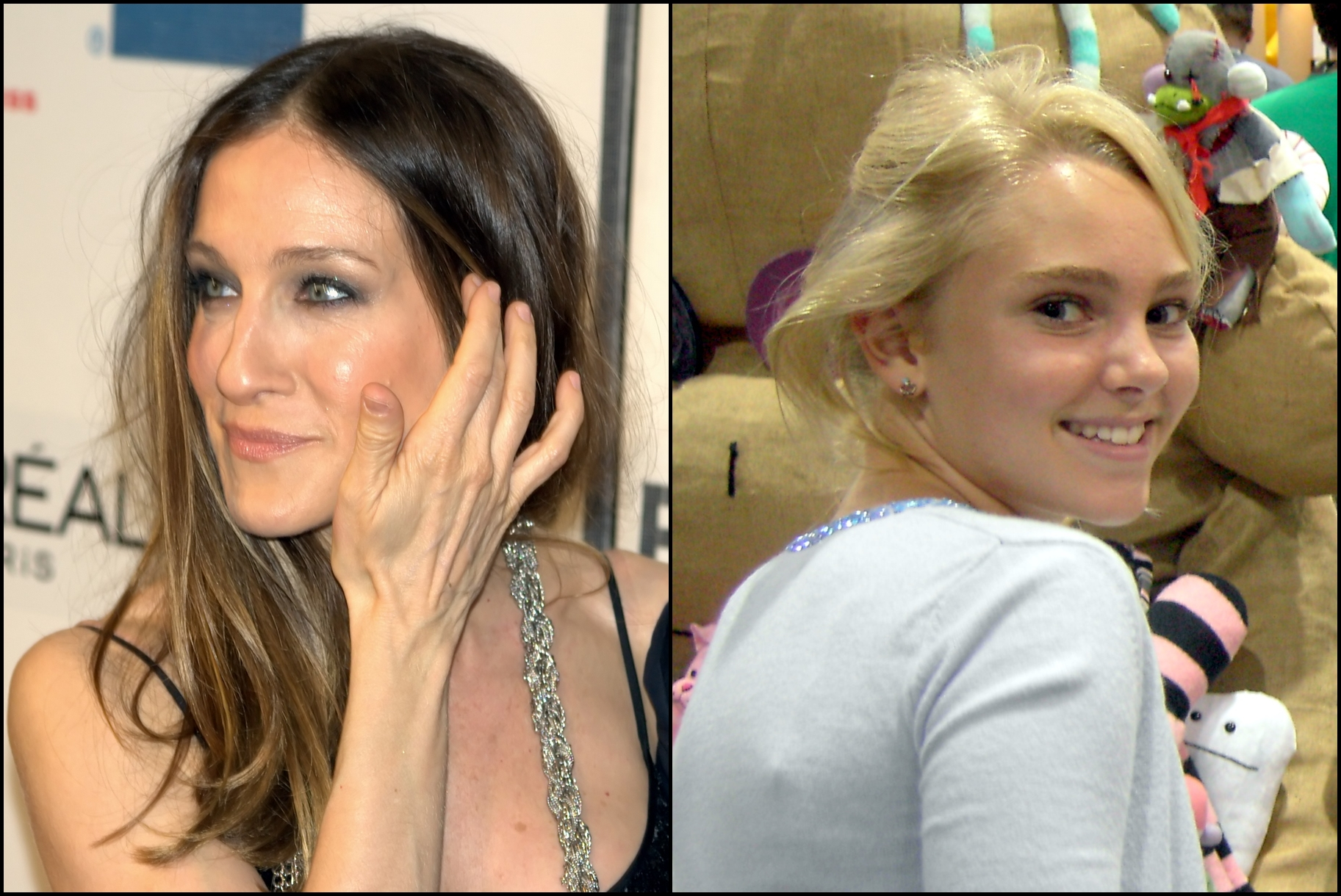
Le due interpreti di Carrie Bradshaw: a sinistra Sarah Jessica Parker nella serie Sex and the City, a destra AnnaSophia Robb nella serie The Carrie Diaries

In America è andata in onda dal 2013 al 2014 sul canale The CW The Carrie Diaries, una serie televisiva ispirata al libro Il Diario di Carrie, di Candace Bushnell, che racconta gli anni dell'adolescenza di Carrie Bradshaw, qui interpretata da AnnaSophia Robb. La serie ha introdotto personaggi originali non presenti in Sex and the City, come le amiche di Carrie Maggie e Mouse e la sorella Dorrit; nella seconda stagione si è unita alla serie Lindsey Gort nei panni di Samantha Jones.
La produzione della serie è stata affidata a Josh Schwartz e Stephanie Savage, già produttori di Gossip Girl, oltre che alla stessa Bushnell e ad Amy B. Harris, già produttrice e sceneggiatrice della serie originale.
I produttori del telefilm hanno specificato che essendo The Carrie Diaries un adattamento di un romanzo slegato dalla serie televisiva, la serie non deve essere considerata come un prequel diretto di Sex and the City, ma un adattamento dell'omonimo romanzo. Nella serie originale ad esempio, il padre di Carrie ha abbandonato lei e la madre da piccole, e non c'è alcun riferimento ad una sorella minore (se non in una scena della sesta stagione in cui Carrie, al telefono con Alksandr Petrovsky, finge che a rispondere sia stata sua sorella).
La serie ha avuto due stagioni per un totale di 26 episodi. In Italia la prima stagione è andata in onda su Mya e successivamente su Fox Life, mentre per la seconda stagione c'è stato prima il passaggio su Fox Life e in seguito le repliche su Mya.
Nel 2021 è stata ufficializzata la notizia di un revival della serie, senza la partecipazione dell'interprete di Samantha Jones, Kim Cattral, che ha rifiutato il lavoro a causa di dissapori con Parker. Intitolato And Just Like That..., il sequel viene distribuito da HBO Max negli Stati Uniti d'America dal 9 dicembre 2021 e in Italia dal 18 dicembre 2021 da Sky Serie.

## Edizioni straniere
Il telefilm è stato trasmesso in molti stati del mondo, in versione integrale o censurata.
- Australia: prima su Nine Network a tarda notte, replicato su Network Ten, il canale via cavo W trasmette due episodi nel fine settimana
- Austria: ORF 1
- Belgio: la prima volta su VT4, poi Vitaya e Vijif TV
- Bosnia ed Erzegovina: Radio Televizija Republike Bosne i Hercegovine 2
- Brasile: FOX e Multishow, canale che trasmetteva la serie in due versioni: standard e light (con dialoghi tagliati e scene rimosse)
- Bulgaria: prima sul canale a pagamento HBO Bulgaria e poi replicato su Nova Television
- Canada: Bravo! Canada, Citytv Toronto e Séries+ in Pierre et Miquelon
- Cile: prima sottotitolato su HBO Latin America, poi su Cinecanal e The Film Zone, poi doppiato su RED TV
- Croazia: HRT1
- Danimarca: TV3
- Estonia: TV3
- Finlandia: con il titolo Sinkkuelämää, prima su MTV3 replicato su SubTV
- Filippine: prima sul canale a pagamento HBO Asia, poi su RPN-9
- Francia: con il titolo Sexe and the City, su M6 e sul canale via cavo TEVA
- Georgia: Rustavi 2
- Germania: Pro7
- Giappone: Lala.tv
- Grecia: prima sul canale Alter e poi sul canale via cavo Filmnet1
- Hong Kong: sul canale a pagamento HBO Asia e poi su TVB Pearl e la domenica notte sul canale via cavo TVB Drama
- India: sul canale a pagamento HBO Asia
- Indonesia: prima su Trans TV, le repliche su antv
- Israele: Channel 2
- Italia: TMC poi divenuta LA7, repliche sui canali SKY Jimmy, Paramount Comedy e Fox Life, senza alcuna censura
- Lettonia: TV3 e TV6
- Lituania: TV3
- Messico: prima su Canal 40, poi su TV Azteca
- Montenegro: Tv In
- Norvegia: con il titolo Sex og Singelliv, su TV3 e ZTV Norway
- Nuova Zelanda: TV3
- Paesi Bassi: NET5
- Polonia: con il titolo Seks w wielkim mieście su TVP2, Comedy Central, TVN, HBO
- Portogallo: con il titolo O Sexo e a Cidade, SIC TV, le repliche sul canale via cavo SIC Mulher
- Regno Unito: sui canali Channel 4 e E4, repliche sul canale satellitare Paramount Comedy 1
- Rep. Ceca: CT1
- Macedonia: la prima puntata su MTV, poi su Alfa
- Romania: con il titolo Totul despre sex, sul canale a pagamento HBO Romania e su Pro TV, poi repliche su Acasă e Pro Cinema
- Russia: NTV e STS
- Serbia: B92
- Singapore: in onda (censurato) a partire dal 2004 (prima vietato dal governo), su HBO Asia
- Spagna: con il titolo Sexo en Nueva York, sui canali Canal+ España, Antena 3 e Cosmopolitan TV
- Sudafrica: SABC3
- Svezia: TV3 e ZTV
- Svizzera: TSR1
- Stati Uniti: HBO e repliche su TBS e WGN
- Taiwan: Videoland MAX-TV e HBO Asia
- Turchia: ComedyMax Channel
- Ucraina: 1+1
- Ungheria: HBO e Viasat 3, quest'ultimo solo fino alla quinta serie

A Sex and the City si ispira apertamente la webserie ghanese An African City, che esplora le stesse tematiche da un punto di vista africano.

### Doppiaggio italiano
L'edizione italiana è curata da Alessandro Benato per TMC/LA7. Il doppiaggio è stato eseguito da Cast Doppiaggio sotto la direzione di Cinzia De Carolis (st. 1 e 3) e Maria Fiore (st 2 e 3). Per la quarta stagione il doppiaggio è stato eseguito dalla CVD, sotto la direzione di Claudio Capone, Solvejg D'Assunta, Cristiana Lionello e Sonia De Dominicis; mentre per la quinta stagione è stato diretto da Gino La Monica, cui si affianca Renato Cortesi per la sesta.

## DVD e colonna sonora

### Le sei stagioni in DVD
Tutte le sei stagioni del telefilm sono attualmente disponibili in DVD, distribuiti in America da HBO, il network che aveva trasmesso la serie, e da Paramount Pictures fuori dagli USA.
In aggiunta all'edizione standard, è uscita anche un'edizione limitata per collezionisti con i DVD di tutte le sei stagioni. La pubblicazione è stata differente per le varie regioni di distribuzione: in quella europea i DVD erano contenuti all'interno di una speciale scatola da scarpe, in quella australiana in un beauty case, mentre nell'edizione statunitense e canadese erano contenuti in una custodia più tradizionale, ma con in aggiunta DVD bonus con molti contenuti speciali.
I fan non americani hanno avuto alcuni problemi con i DVD della prima stagione: poiché il segnale video non era stato convertito da NTSC (lo standard statunitense) a PAL (lo standard europeo), alcuni televisori e lettori DVD hanno avuto problemi nella riproduzione, così la prima stagione è stata ridistribuita in segnale PAL.
Esistono anche quattro cofanetti Sex and the City Essentials, ognuno contenente tre episodi che si rifanno a un tema comune: The Best of Lust, The Best of Mr. Big, The Best of Romance e The Best of Breakups, distribuiti nei soli Stati Uniti.

### I CD della colonna sonora
Sono stati prodotti molti CD contenenti i brani che accompagnano la serie, non tutti sono ufficiali. 
La sigla di apertura del telefilm è di Douglas J. Cuomo.
- 2000, 2001 e 2002. Sex and the City - Soundtrack. Sire Records. 13 Brani, inclusa la sigla dello show
- 1º marzo 2004. Sex and the City - Official Soundtrack. Sony TV. 2 Dischi, 36 Brani